# 1850 Kohoutek
1850 Kohoutek је астероид главног астероидног појаса са средњом удаљеношћу од Сунца која износи 2,251 астрономских јединица (АЈ).
Апсолутна магнитуда астероида је 12,8.